# Boro (textile)
Pour les articles homonymes, voir Boro.

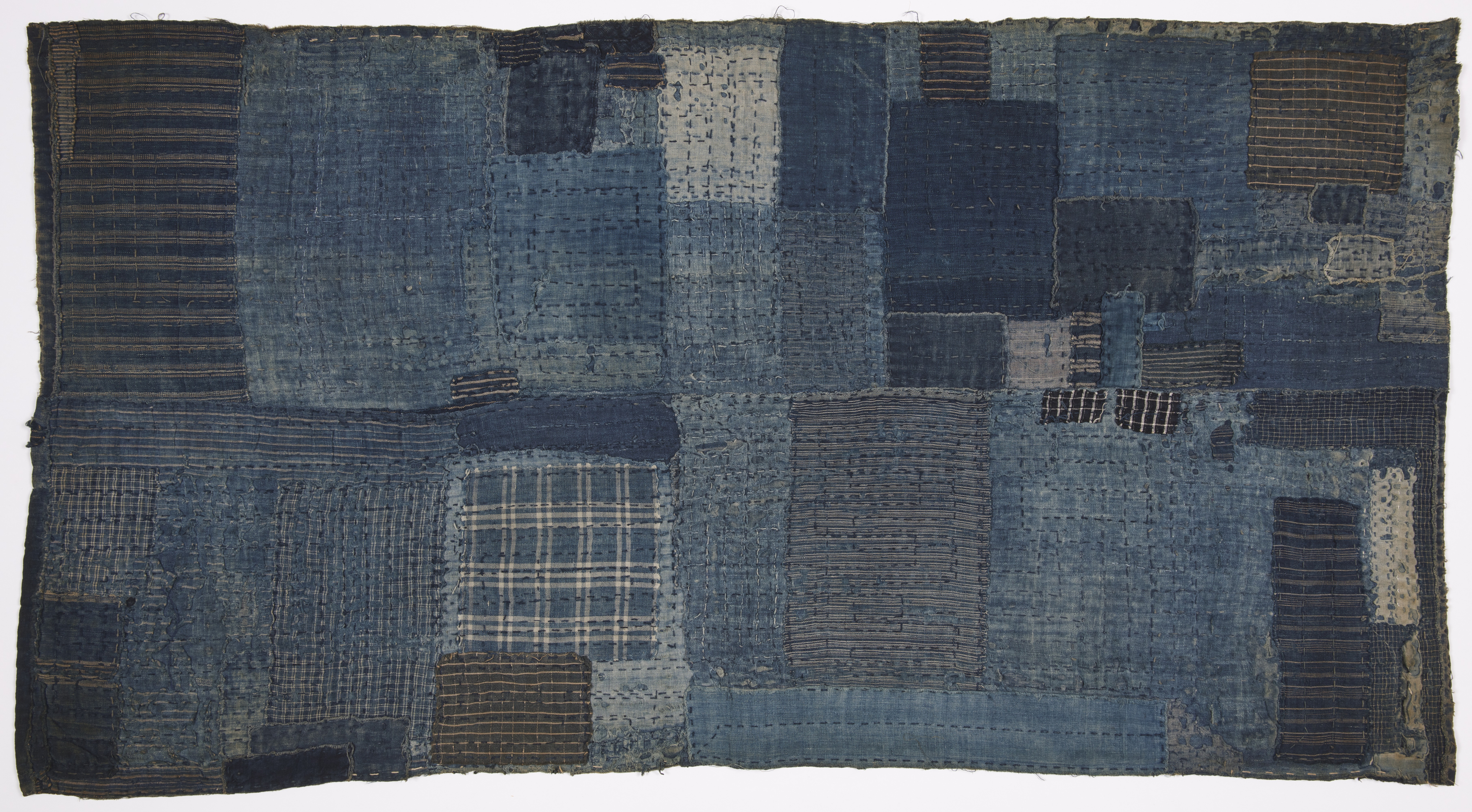
Tapis de couchage pour enfant (boro shikimono), fin du XIXe siècle.

Le boro (ぼろ) est une catégorie de textile japonais fait de morceaux de tissus qui ont été raccommodés ou cousus ensemble,,. Le terme est dérivé du japonais boroboro, ce qui signifie « quelque chose en lambeaux ou réparé », l'équivalent de « haillon » ou « guenille ».

## Histoire
Comme le chanvre était plus largement disponible au Japon que le coton, les deux textiles étaient souvent tissés ensemble pour obtenir un tissu chaud. L'utilisation du chanvre était rendue nécessaire par le fait que le coton, une plante tropicale, ne pouvait pas être cultivé dans des régions froides telles que la région du Tōhoku, en particulier la région la plus septentrionale de la préfecture d'Aomori. De plus, pendant l'époque d'Edo, les tissus en soie et en coton étaient réservés à une partie restreinte de la classe supérieure. Boro en est ainsi venu à désigner la manière prédominante de porter les vêtements par les paysans pauvres, qui, par nécessité économique, les réparaient sans cesse avec des chutes de tissu de rechangeau lieu de les jeter. Dans de nombreux cas, un vêtement boro était transmis de génération en génération, pour finalement ressembler à un patchwork après des décennies de réparation. L'utilisation de colorants indigo (japonais : aizome) était courante. Ce vêtement illustre également l''esthétique japonaise du wabi-sabi, en ce sens que le tissu reflète la beauté de l’usure et de l’utilisation naturelle.
Après l'ère Meiji et l’augmentation générale du niveau de vie de l’ensemble de la population japonaise, la plupart des pièces en boro ont été jetées et remplacées par des vêtements neufs. Pour la classe ouvrière japonaise, ces vêtements en boro constituaient un rappel embarrassant de leur  pauvreté ancienne. Peu d'efforts ont été déployés par le gouvernement ou les institutions culturelles de l'époque pour préserver ces artefacts. De nombreux exemples existants n'ont été préservés que grâce aux efforts du folkloriste Chuzaburo Tanaka, qui a personnellement rassemblé plus de 20 000 pièces au cours de sa vie, dont 786 sont désormais classées comme biens culturels tangibles importants. 1 500 de ces objets sont exposés en permanence au musée Amuse à Asakusa, Tokyo.
Ces assemblages textiles, qui résultaient de la misère, sont aujourd'hui quasiment considérés comme des œuvres d'art et peuvent donner lieu à un style nouveau.

## Saki-ori

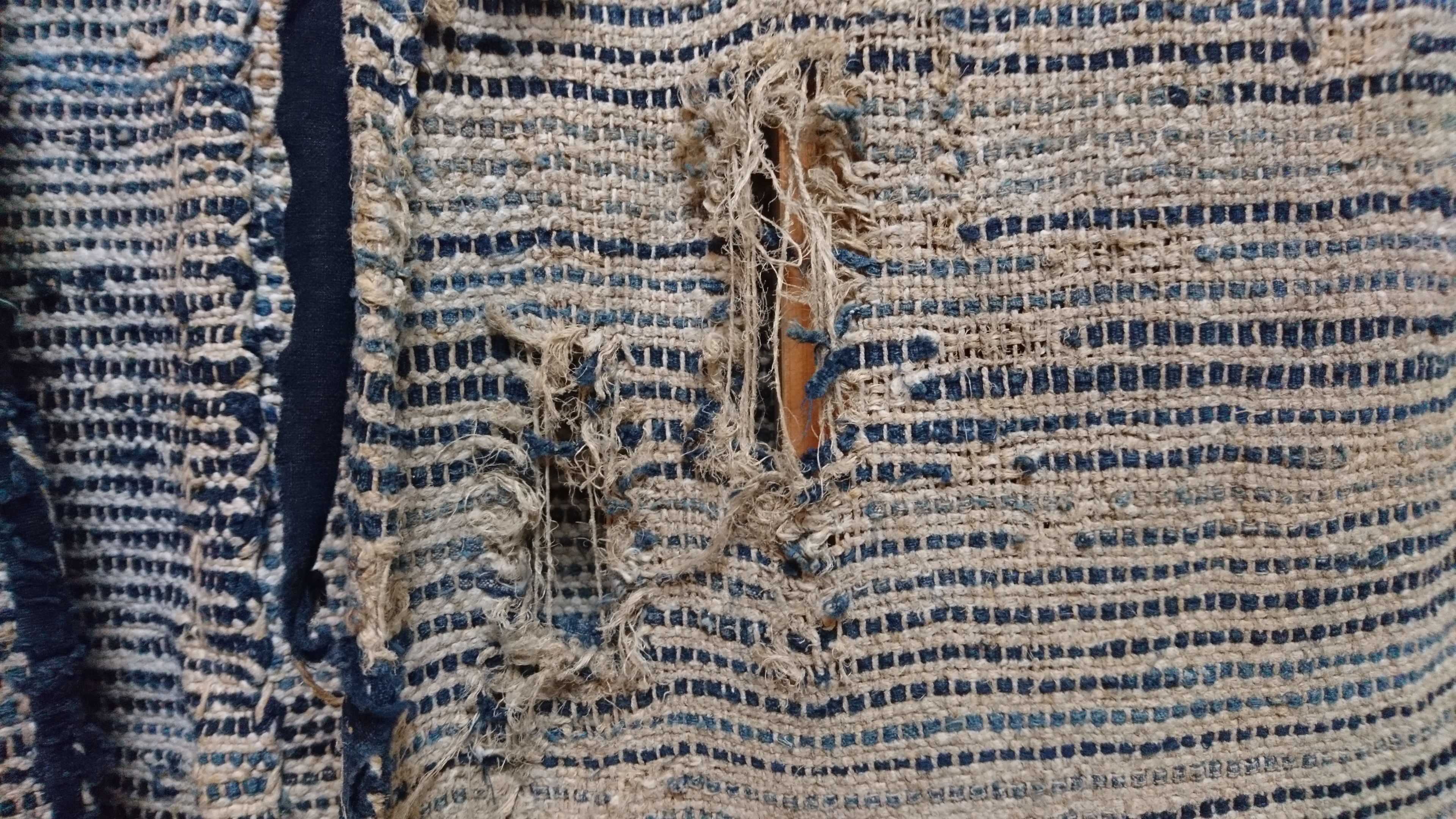
Le tissu saki-ori est tissé à partir de bandes de tissu teintes à l'indigo.

Historiquement, le saki-ori était tissé à partir de vieux kimonos coupés en bandes d'environ 1 centimètre, un obi nécessitant environ trois vieux kimonos. Habituellement, les vêtements, par exemple les gilets, pouvaient être fabriqués à partir de saki-ori. Traditionnellement économiques, les saki-ori obis sont maintenant des vêtements informels relativement onéreux, ils sont unilatéraux et présentent souvent des motifs ikat de rayures, de carreaux et de flèches, généralement teints à l'indigo.